# Ếch rừng Doi Inthanon
Ếch rừng Doi Inthanon (danh pháp hai phần: Amolops archotaphus) là một loài ếch trong họ Ranidae.
Nó được tìm thấy ở Lào, Thái Lan, và có thể có ở Việt Nam. Các môi trường sống tự nhiên của chúng là các khu rừng ẩm ướt đất thấp nhiệt đới hoặc cận nhiệt đới, các khu rừng vùng núi ẩm nhiệt đới hoặc cận nhiệt đới, và sông. Loài này đang bị đe dọa do mất môi trường sống.